# 八甲田山

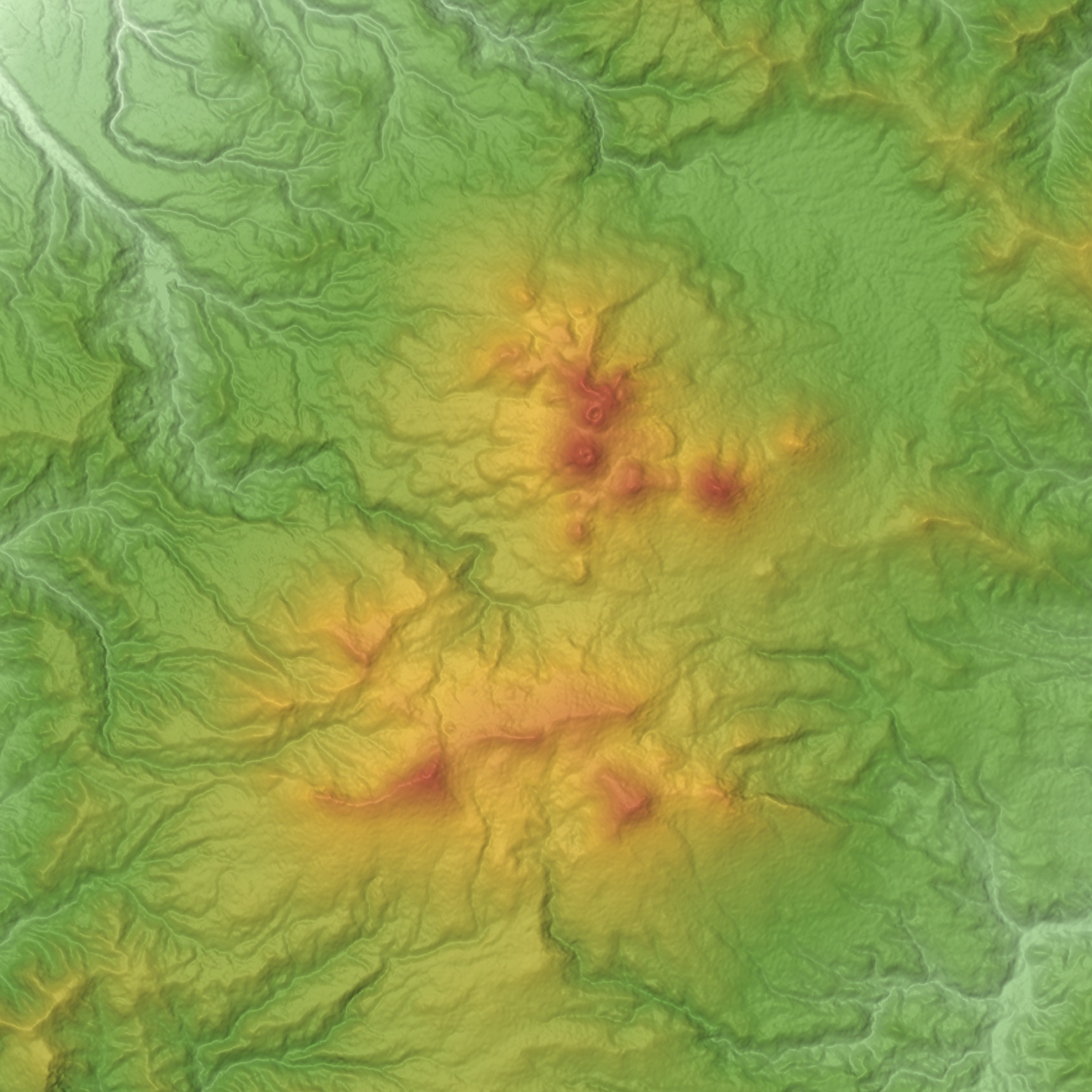
八甲田火山地形圖
上：北八甲田火山群（後破火山口火山）
下：南八甲田火山群（先破火山火山）
右上：八甲田破火山口

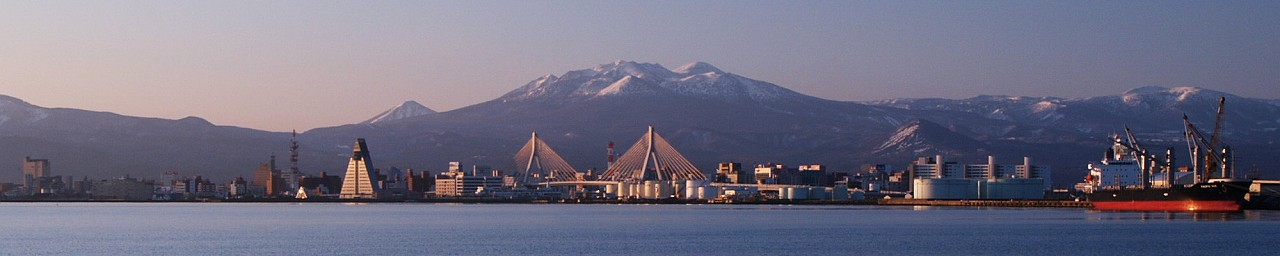
北方青森港所見的八甲田山。中央是北八甲田火山群，右邊是南八甲田火山群

八甲田山（日语：／ Hakkōda san）是一处位于日本本州青森县青森市南側，以大岳（標高1,585公尺）為主峰的火山群。為日本百名山之一。
八甲田山可分为南北两组火山群，在北八甲田火山群有发现两端宽达8公里的火山臼，其历史可以追溯到更新世。而在南八甲田火山群中的火山臼出现时间更早。

## 概述
「八甲田山」不是獨立峰，而是由多座成層火山與火山穹丘所組成的火山群。大略位於青森縣中央位置，也是東北地方脊梁奧羽山脈的北端，南方20公里處是十和田湖。
主峰大岳（八甲田大岳）標高1,585公尺，僅次於標高1,625公尺的青森縣最高峰「岩木山」。
八甲田山周邊為十和田八幡平國立公園指定地。此外，除了田代平與寒水澤上游部分區域外，八甲田山地區有著廣大的國有林與保安林，大岳至蔦溫泉一帶也是國家指定的鳥獸保護區特別保護地區。八甲田山自2016年12月1日起程為氣象廳指定之常時觀測火山。
此地周邊是世界著名的豪雪地帶。1902年（明治35年）青森步兵第五連隊在雪中行軍演習時遇上強烈寒流帶來的超大降雪，導致210名中有199名死亡（八甲田雪中行軍遭難事件）。現在，陸上自衛隊青森駐屯地的第5普通科連隊每年冬季會在八甲田山系進行冬季雪中戰技演習兼青森歩兵5連隊慰靈。

## 命名由來
依據《新撰陸奧國志》，八甲田意思是「八」（意為很多）個「甲」（意為盾）狀山峰與許多「田代」（濕原）。
鄉土史學家中道等在《十和田村史》中引用了菅江真澄的《十曲湖》（とわだのうみ）與《委波底迺夜麼》（いはてのやま），認為1407年（應永14年）《三國傳記》的「奴可（ぬか）岳」是十和田古稱「糠檀（こうだ）岳」的由來。「奴可」是八甲田山東部古郡名「糠部（ぬかのぶ）郡」的由來，之後改成音讀變成「糠檀（こうだ）岳」。
糠檀的文字紀錄最早是出現於1731年（享保16年）的《津輕一統志》。從那時起，八甲田的念法大致分為兩類：「コウダ」（Kouda）與「ハツコウダ（ヤツコウダ）」（Hatsukouda, Yatsukouda）。1645年（正保2年）的地圖中，津輕藩將八甲田山寫作「かうたの嶽」，南部藩則寫作「高田嶽」，兩方念法皆是「コウダ」（Kouda）。

## 地质
八甲田山的火山峰是由非碱性基性岩构成，其中大部分是安山岩，英安岩和玄武岩。尽管两组火山群都在更新世形成，但南八甲田火山群形成的年代更早；南八甲田火山群中的岩石形成于距今大约700000至1700000年前，而北八甲田火山群中的岩石形成于距今大约13000至700000年之前。

## 地形與噴發史
八甲田山與其南方的十和田湖一樣，是擁有破火山口的火山群。擁有廣大濕原的田代平周邊窪地是破火山口北部，南部則是破火山口形成後持續噴發的八甲田大岳等火山群。櫛峯（1,517公尺）所在的南八甲田是較古老的先破火山口。經過調查，形成破火山口的巨大噴發共有兩次，分別在65萬年前與40萬年前。南八甲田在第二次破火山口噴發前就停止火山活動。北八甲田則從16萬年前開始活動，不斷地噴發形成成層火山。歷史上，八甲田山沒有熔岩流出的大型噴發紀錄，僅有火山氣體噴出。

### 觀測體制
氣象廳與防災科學技術研究所等設有地震觀測設施進行監測
。
日本東北地方太平洋近海地震（2011年3月11日）以後，八甲田山周邊的地震逐漸增加。2013年2月以後，更監測到震源在山頂下方的地震。另外，GPS觀測也注意到山體有膨張的情形。2013年6月18日，氣象廳增設新的觀測機器，強化監控。2013年7月起，東北大學噴火預知研究觀測中心實施廣帶域地震觀測。2013年9月，東京大學地震研究所與東北大學噴火預知研究觀測中心等針對12處觀測點進行重力臨時觀測。
2016年12月1日起，氣象廳將八甲田山列為常時觀測火山，進行24小時觀測監控。

### 火山活動的死亡事故
1997年，三名訓練中的自衛隊員因吸入窪地噴發的高濃度二氧化碳而窒息死亡。2010年6月，一名在酸湯溫泉上方登山道採摘山菜的女中學生因吸入火山氣體而中毒死亡。

## 八甲田山系

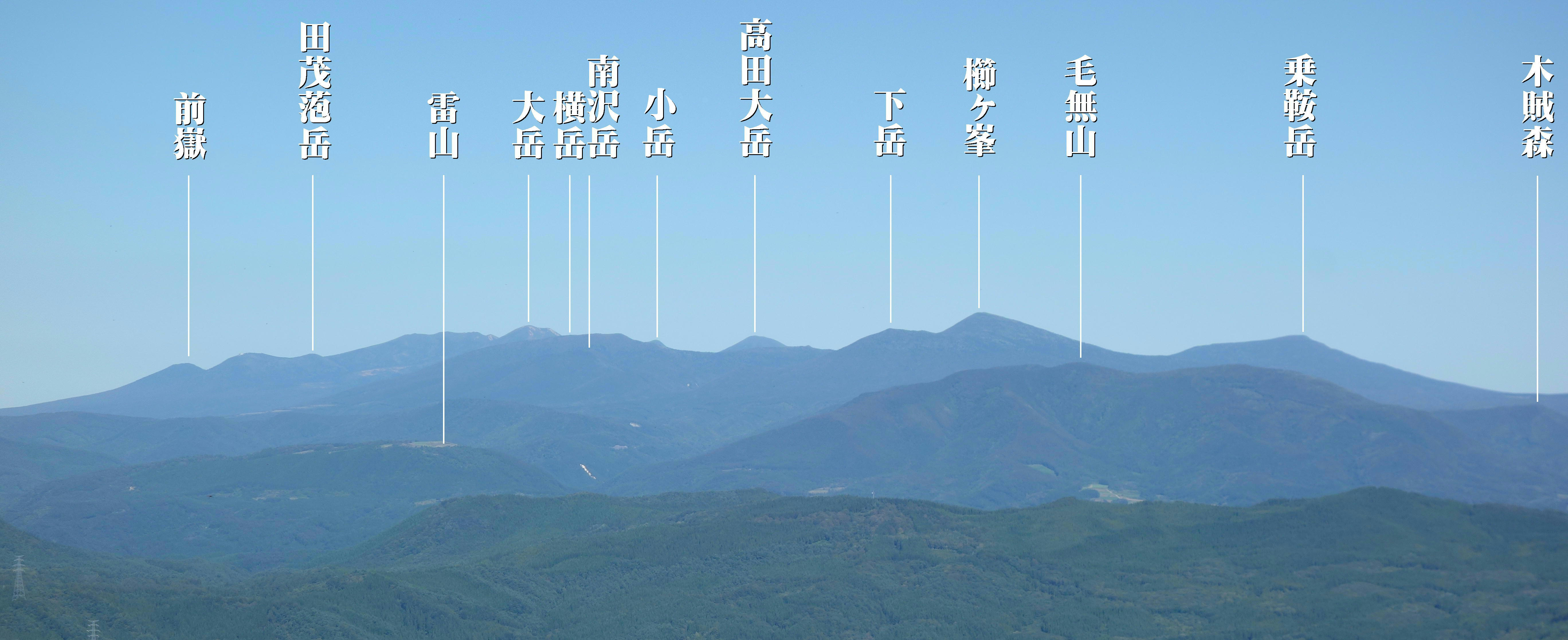
西南方阿闍羅山眺望八甲田山

八甲田山系以八甲田大岳為首，可分為南北兩火山群，中間是睡蓮沼等所在的濕原地帶。
山群以國道103號、國道394號重複路段為界，分成北部八甲田山系與南部八甲田山系，後者地層較為古老。
北部八甲田山系
北起為前嶽、田茂萢岳（1,324公尺）、赤倉岳（1,548公尺）、井戶岳（1,550公尺）、大岳（1,584公尺）、小岳（1,478公尺）、高田大岳（1,559公尺）、雛岳（1,240公尺）、硫黃岳（八甲田）（1,360公尺）、石倉岳（1,202公尺）
南部八甲田山系
北起為逆川岳（1,183公尺）、橫岳（1,339公尺）、猿倉岳（1,354公尺）、駒峯（1,416公尺）、櫛峯（1,517公尺）、乘鞍岳（八甲田）（1,450公尺）、南部赤倉岳（1,290公尺）
八甲田山系將青森縣分為東西兩側，呈現不同的氣候型態。夏季受到東北方太平洋濕冷季風「山背」影響，青森縣太平洋側常受濃霧與寒害侵襲。相對地，八甲田山西側是優良的稻作地帶，並曾挖掘出彌生時代的水田遺跡。冬季則有西北方日本海的季風，津輕地方降雪不斷。而八甲田山東側則晴朗少雪。不過，無論夏、冬，八甲田山都有焚風產生。
高田大岳的登山道是直攻頂上的直線路線，是八甲田山系登山道中最嚴峻的路線。

## 主要山峰一览

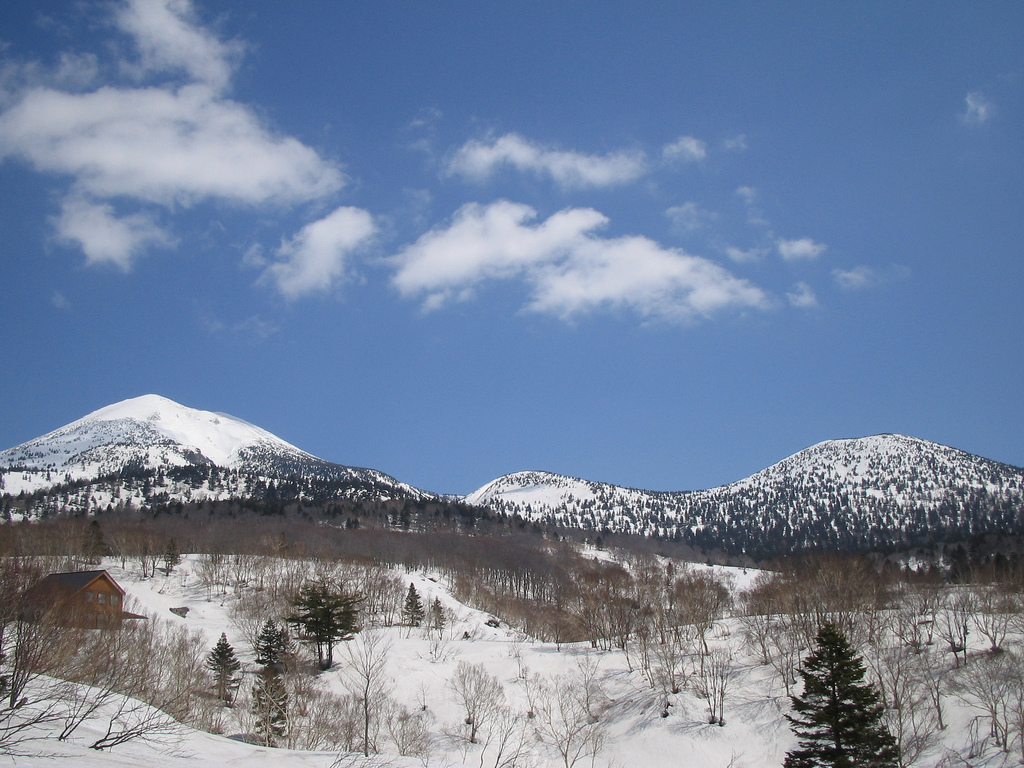
大岳（左）與硫磺岳（右）

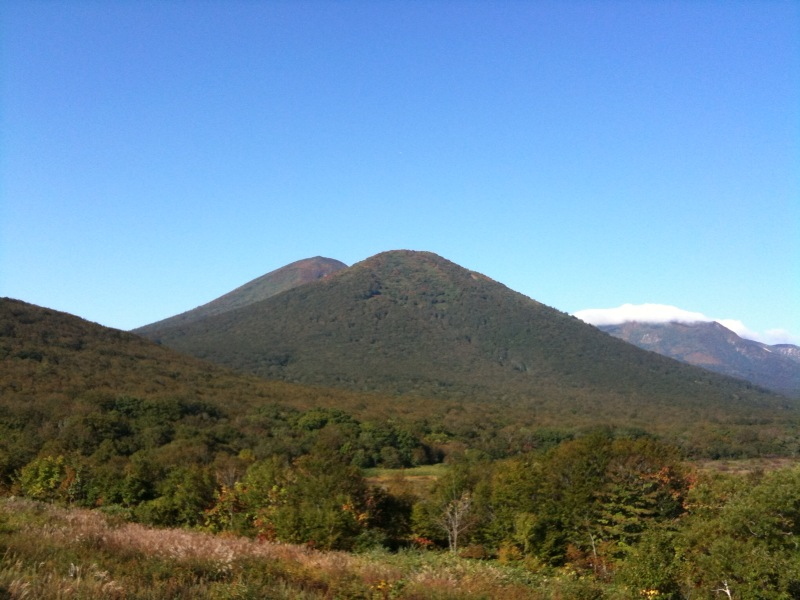
火山穹丘的雛岳。與雛岳相疊的左側山岳是高田大岳。右後方是八甲田大岳。

北八甲田火山群：
- 大岳 1,585公尺
- 高田大岳 1,552公尺
- 井戶岳[16] 1,537公尺
- 赤倉岳 1,521公尺
- 小岳 1,478公尺
- 硫黃岳 1,360公尺
- 田茂萢岳 1,324公尺
- 前嶽 1,251.7公尺
- 雛岳 1,240.3公尺
- 石倉岳 1,202公尺

南八甲田火山群：
- 櫛峯（日语：櫛ヶ峯）[17]1,516.5公尺
  - 上岳 1,516.51,342公尺
  - 下岳 1,342公尺
- 乘鞍岳 1,450公尺
- 駒峯 1,416公尺
- 猿倉岳 1,353.6公尺
- 橫岳 1,339.4公尺
- 赤倉岳 1,290公尺
- 南澤岳 1,198.8公尺
- 逆川岳（日语：逆川岳） 1,183公尺

## 自然

### 濕原

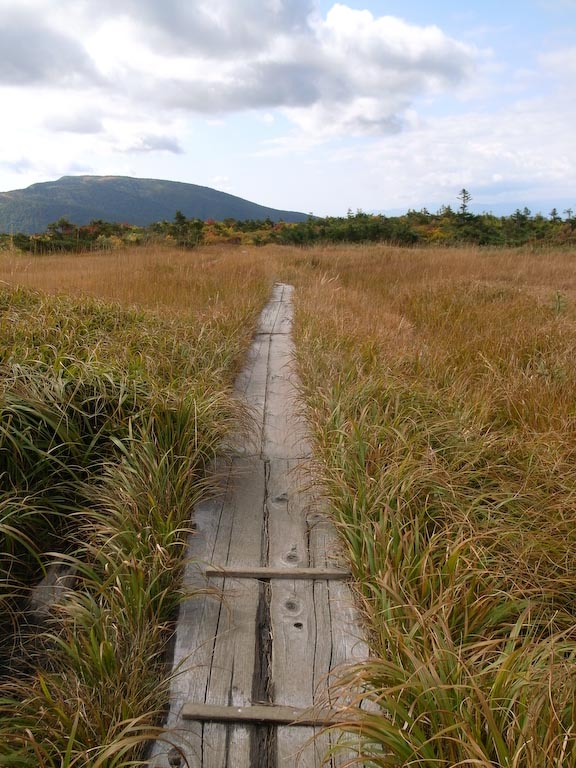
毛無岱的木道。左為橫岳

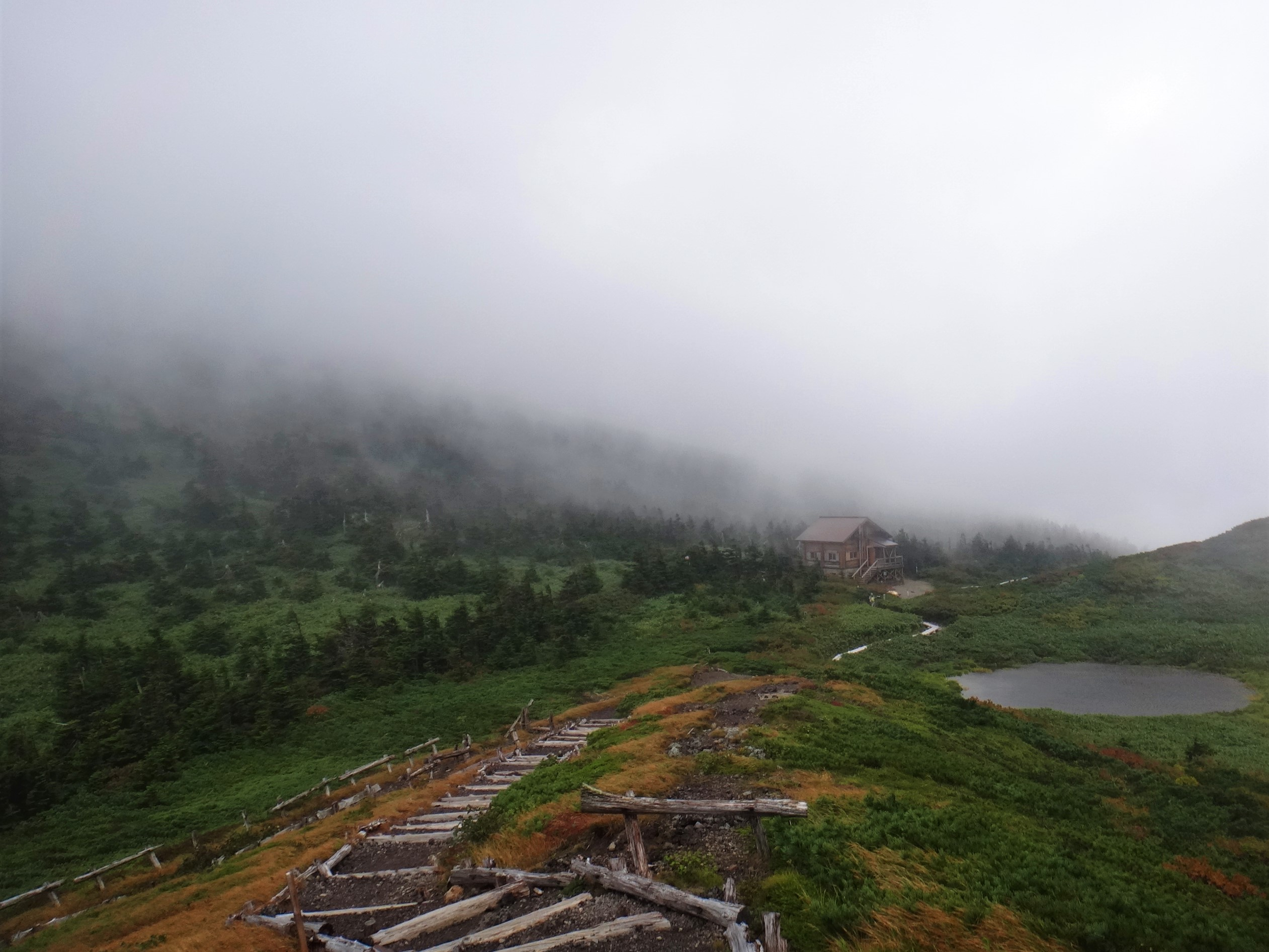
大岳避難小屋

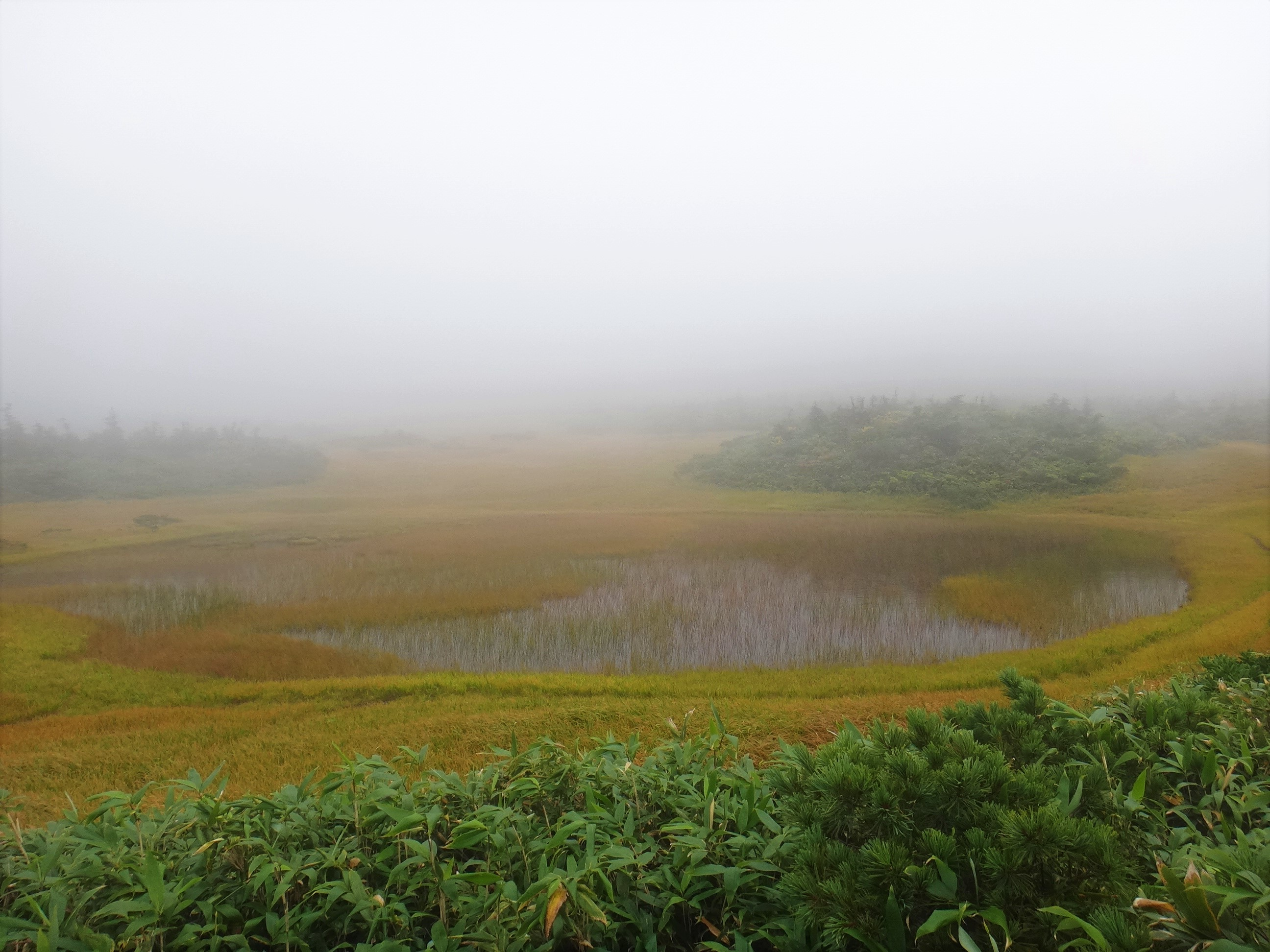
田茂萢濕原

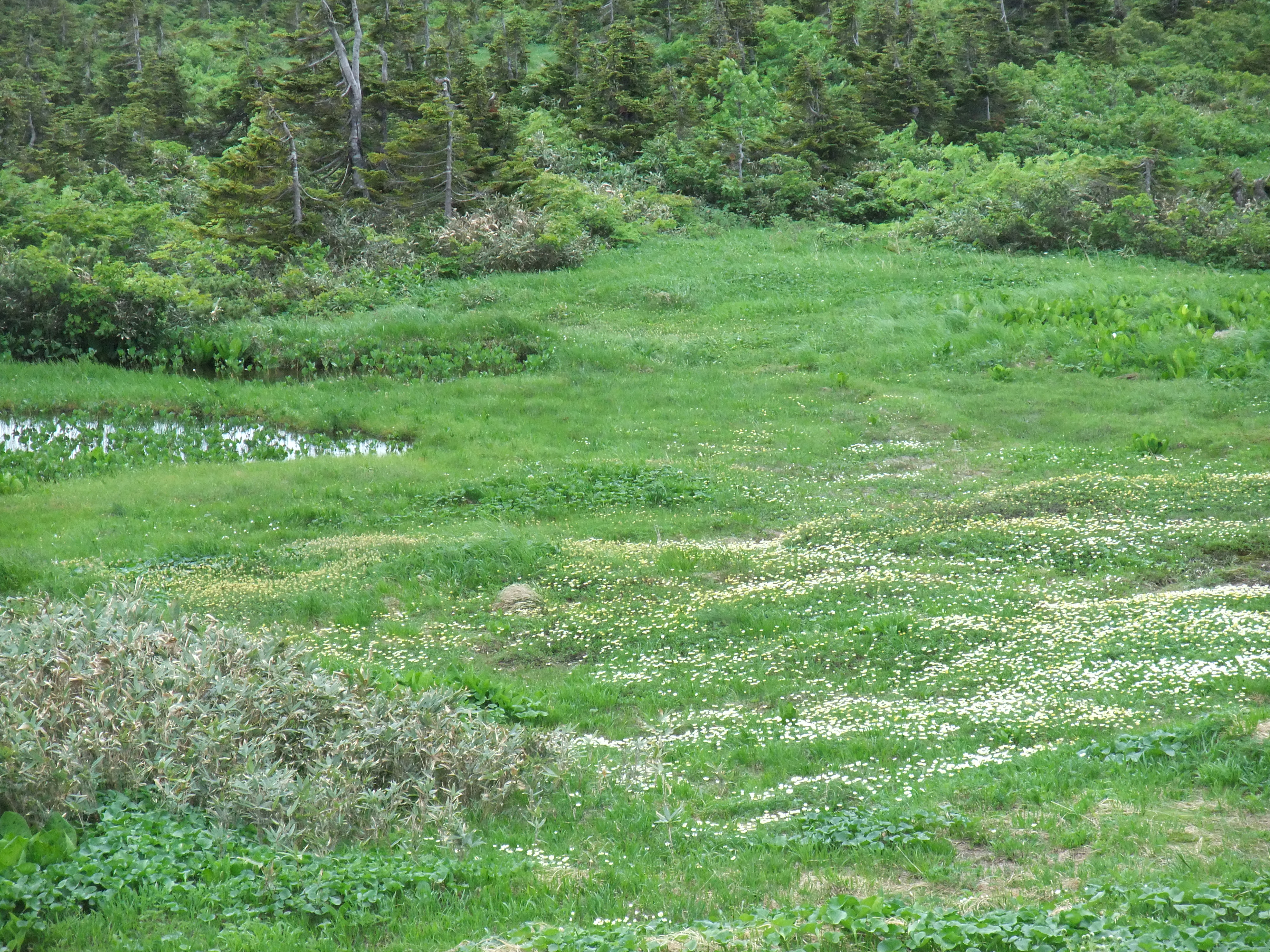
雛櫻綻放的黃瀨萢

八甲田山以多座高地濕地聞名 。
- 仙人岱
仙人岱（せんにんたい）位於酸湯溫泉（日语：酸ヶ湯）與大岳之間，是姬綿萓（ヒメワタスゲ）的生長南限。除了姬綿萓，還有雛櫻（日语：ヒナザクラ）、青栂櫻（日语：アオノツガザクラ）、毛氈苔、小梅蕙草（日语：コバイケイソウ）等植物生長。雖然設有木棧道，但過去登山客過度踩踏，部分區域已成裸地。常見的兩棲類有森青蛙（日语：モリアオガエル）、山青蛙（ヤマアオガエル）、蠑螈等。
- 毛無岱
毛無岱（けなしたい）位於大岳與大岳鞍部避難小屋之間往下至酸湯溫泉的途中，分為上毛無岱、中毛無岱、下毛無岱三座濕地。從中毛無岱的階梯可一望毛無岱全景，是登山客拍攝的熱門景點。

- 田茂萢
田茂萢（たもやち，東北地方的「萢」意為谷地）是八甲田纜車可直達的田茂萢岳（標高1,324公尺）山頂濕原，木道呈葫蘆八字型。晴朗時可眺望赤倉岳、井戶岳、大岳。有山道可往上述山岳與毛無岱。植物有睡菜、珍車（日语：チングルマ）、雛櫻（日语：ヒナザクラ）、蝦夷鹽釜（日语：エゾシオガマ）等。七月下旬至八月中旬的金光花（日语：キンコウカ），與10月上旬的草紅葉是一大特點。八甲田纜車山頂公園站設有商店、廁所、食堂等，設備完善。

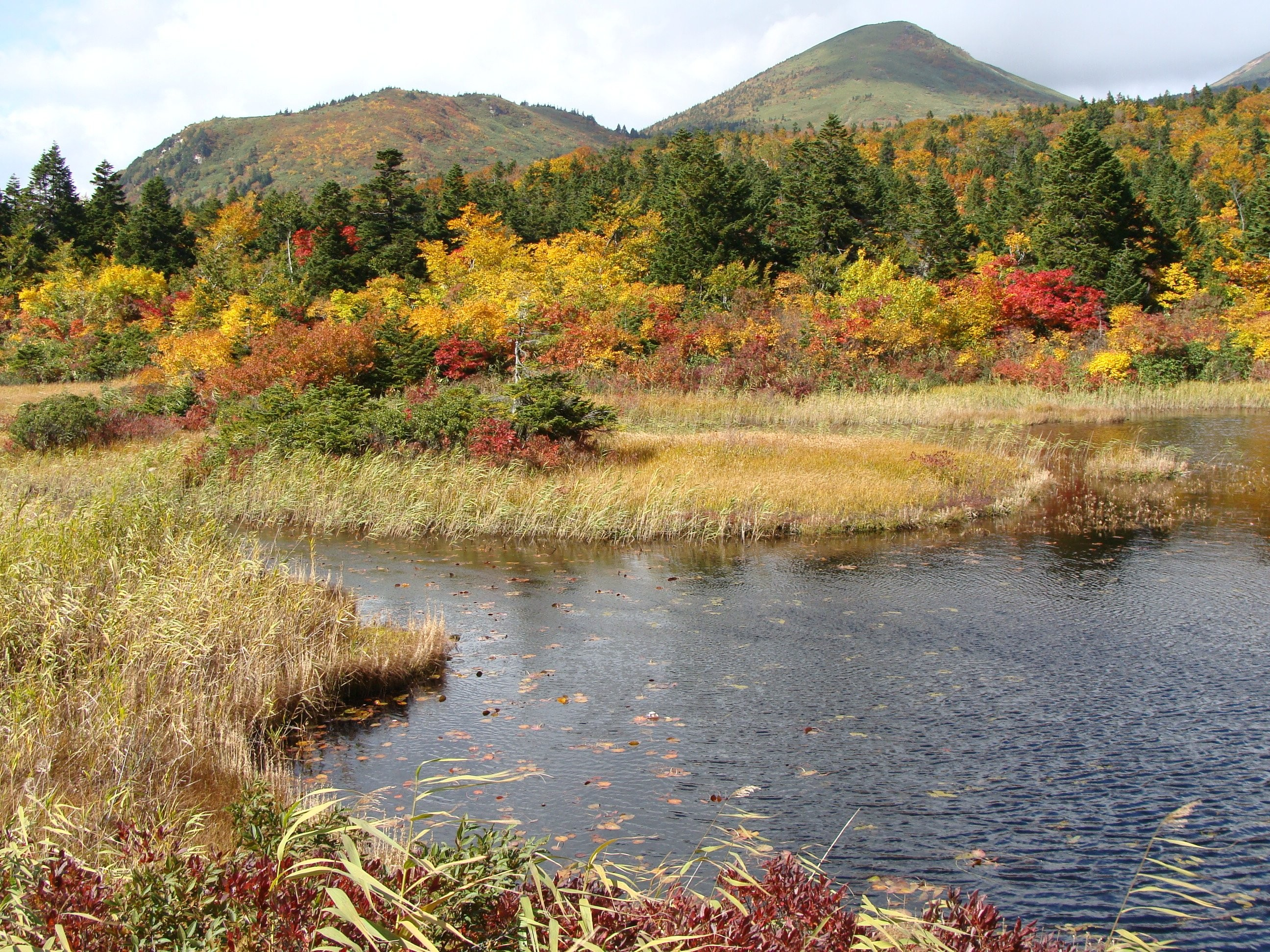
紅葉季的睡蓮沼
右為硫黃岳、左為石倉岳

- 睡蓮沼
睡蓮沼（すいれんぬま）是可從國道103號（日语：国道103号）、國道394號（日语：国道394号）睡蓮沼巴士站前往的沼澤。僅入口有木道。睡蓮沼的名稱來自於沼澤內的睡蓮。包含睡蓮沼在內的周邊濕地又稱做高田谷地，位於高田大岳西南部。設有暸望台與廁所。
- 田代平濕原（日语：田代平湿原）（田代萢）
田代平（たしろたい）濕原鄰近八甲田溫泉（日语：八甲田温泉），為青森市天然紀念物。與其他他濕原相比海拔較低。此地的睡蓮與其他的睡蓮不同，是由開拓民帶來的溫帶性睡蓮。沿著步道繞行濕原一周約需一小時。六月中旬是綿菅、蓮華躑躅（日语：レンゲツツジ）、姬石楠花（日语：ヒメシャクナゲ）、蔓苔桃等的觀賞期。六月下旬有日光黃萓，七月則是金光花（日语：キンコウカ）、柿蘭、毛氈苔、紫耳搔草（ムラサキミミカキグサ）、狸藻、立擬寶珠（タチギボウシ）、綬草等。八月下旬則迎來梅花草、澤桔梗、長穗白吾木香（ナガボノシロワレモコウ）、立薊（日语：タチアザミ）的觀賞期。
- 地獄萢
酸湯溫泉附近的地獄沼東部濕原。
- 赤水萢
酸湯溫泉附近的赤水澤上游、地獄萢南部濕原。
- 谷地濕原
谷地濕原（日语：谷地温泉）東邊濕原。谷地濕原無法進入，可從谷地溫泉前方的展望台與國道旁觀賞濕原植物。
- 横沼萢
逆川岳（日语：逆川岳）南側橫沼西邊的濕原。
- 逆川萢
駒峰、櫛峯（日语：櫛ヶ峯）北側的逆川上游濕原總稱。
- 矢櫃萢（矢櫃濕原）
猿倉溫泉（日语：猿倉温泉）經舊道至矢櫃橋前方的小濕原。有綿菅、珍車、金光花等。
- 一之澤分岐的濕地地帶
位於舊道與乘鞍岳登山道分岐點的濕地。有信濃金梅、白山千鳥（日语：ハクサンチドリ）、小梅蕙草（日语：コバイケイソウ）、岩銀杏（日语：イワイチョウ）等。
- 黃瀨沼分岐的濕原（地獄峠）
位於舊道的黃瀨沼分岐點，濕原內有數座池塘。另外，一之澤分岐至地獄峠之間也有許多小濕原。

- 黃瀨萢（黃瀨田形萢）
舊道與櫛峯登山道分岐點附近的濕原。除了雛櫻，還有珍車、睡蓮、日光黃萓、小梅蕙草、水芭蕉（日语：コバイケイソウ）、蔓苔桃、姬石楠花、水菊、蛙菅（カワズスゲ）、谷地菅、綿菅、金光花、梅花草、裏白蓮華躑躅（ウラジロレンゲツツジ）、岩鏡（日语：イワカガミ）、猩猩袴（日语：ショウジョウバカマ）、岩銀杏（日语：イワイチョウ）、白根人參等。舊道旁可見刺薔薇。濕原中央的大池塘有睡蓮與睡菜，以及北八甲田沒有的根室河骨（ネムロコウホネ），水邊還可見到谷桔梗（日语：タニギキョウ）。池塘附近的羅漢柏曾被讓為是藩政時代為了放牧所種植的標記，但已確認是原生種[20]。
- 黃瀨沼萢
乘鞍岳南腹黃瀨沼附近的濕原。有兔菊（日语：ウサギギク）、綿菅、小梅蕙草、峠蕗、蔓苔桃等。黃瀨沼湖畔有木道通往南端。
- 袖谷地（袖萢）
從御鼻部山（日语：御鼻部山）山頂附近的御鼻部口入山，沿著舊道往北兩小時的濕原。道路左右是廣大的濕原，可見水菊、立擬寶珠、澤桔梗等植物。標高約860公尺左右。穿越袖谷地西側濕原，往西約五分鐘有座袖杉林。通常此地杉木僅在海拔700公尺以下生長，因此成為調査研究的對象。也有認為是藩政時代放牧所種植的標記[21]。
- 前谷地
袖谷地往北約30分鐘的濕原。植被與袖谷地類似。
- 大谷地（大田代）
前谷地往北約50分鐘的廣大濕原。位於瀧之又澤與黃瀨川中間、黃瀨萢的南側。有金光花、珍車、毛氈苔、立擬寶珠等植物。過了大谷地往北是枯木沼。枯木沼是道路工程被阻斷的小澤，過去也是濕地。枯木沼至黃瀨萢是斑入水芭蕉（フイリミズバショウ）的生長範圍。

### 高山植物
八甲田山多濕原，可見岩銀杏、毛氈苔、水芭蕉等植物。山內有青森椴松（大白檜曾）林，稜線則有偃松生長。
大正時代，經營酸湯溫泉的郡場直世之妻採集周邊高山植物送至各地研究機關，促成了八甲田山的植被研究。1929年，東北帝國大學於酸湯溫泉成立研究設施（東北帝國大學八甲田山植物實験所、東北大學植物園八甲田分園）。其子郡場寬為知名植物學者、京都大學名譽教授，曾任弘前大學學長。

## 休閒

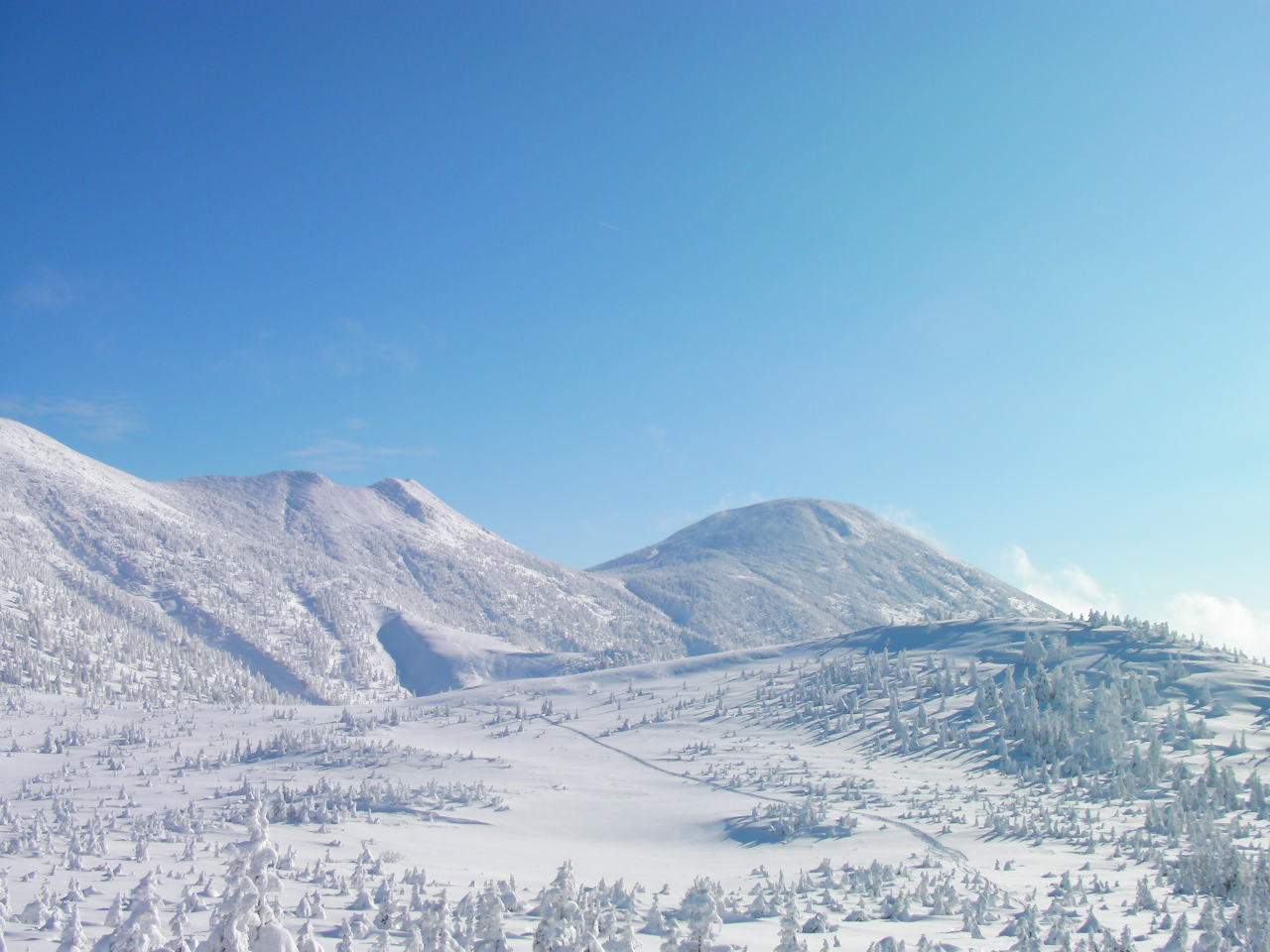
纜車山頂附近所見的冬季八甲田山
井戶岳（左）與大岳（右奥）。左端切一半的是赤倉岳。大岳右前是田茂萢岳。

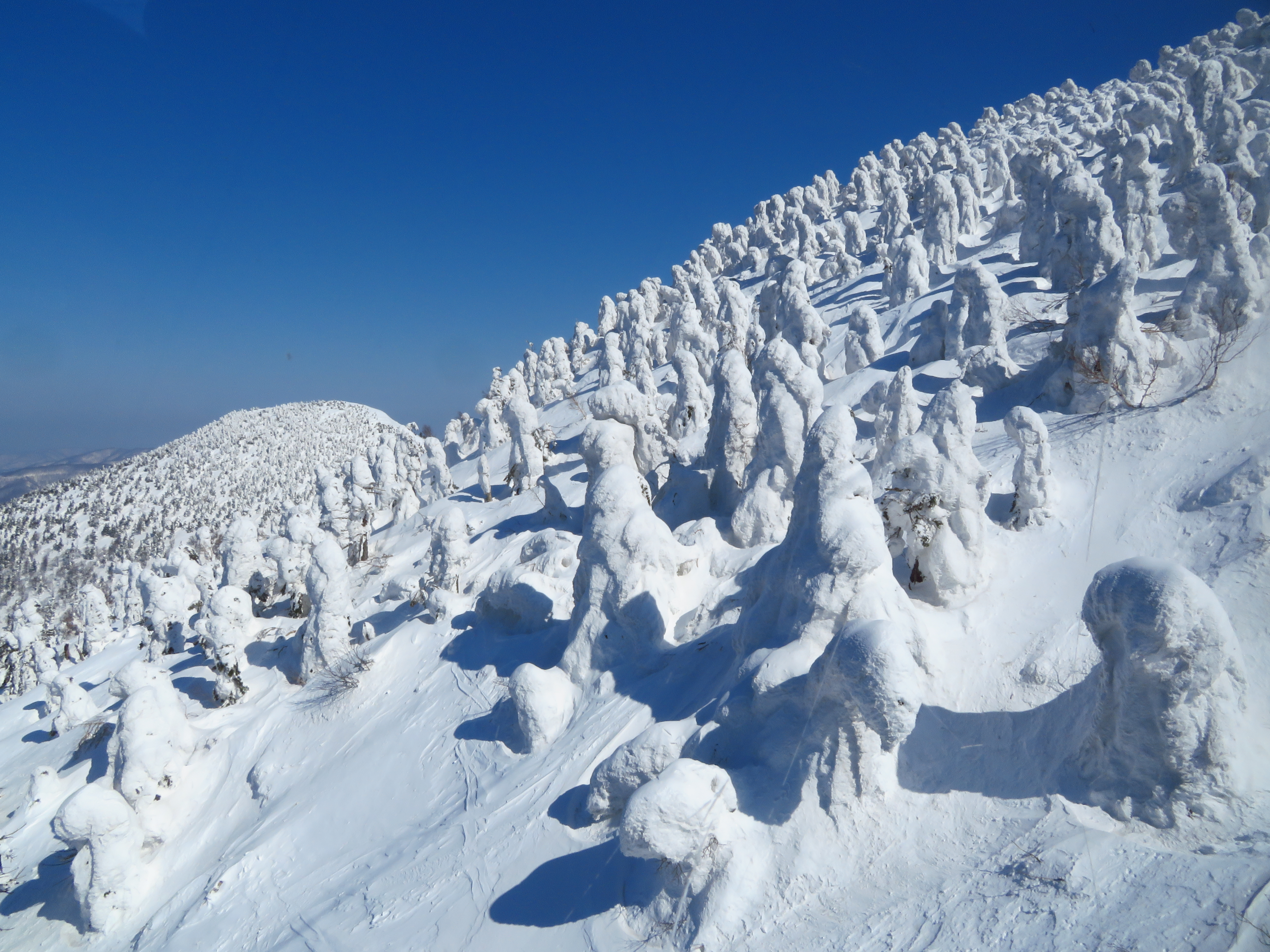
八甲田的樹冰（日本三大樹冰）

除了標高1,584公尺的大岳，田茂萢岳（たもやちだけ）、赤倉岳、小岳、高田大岳等山岳高度都相差不多。可搭纜車至田茂萢岳山頂再以滑雪（冬季）或步行（積雪期外）方式享受山間漫步。秋季的整山紅葉讓八甲田山成為紅葉熱門景點，登山道沿線大量的越橘與岩高蘭果實也是一大特色。冬季受到豪雪與強烈季風影響，讓青森椴松林形成極為壯觀的樹冰。此外，山麓還有多座溫泉。

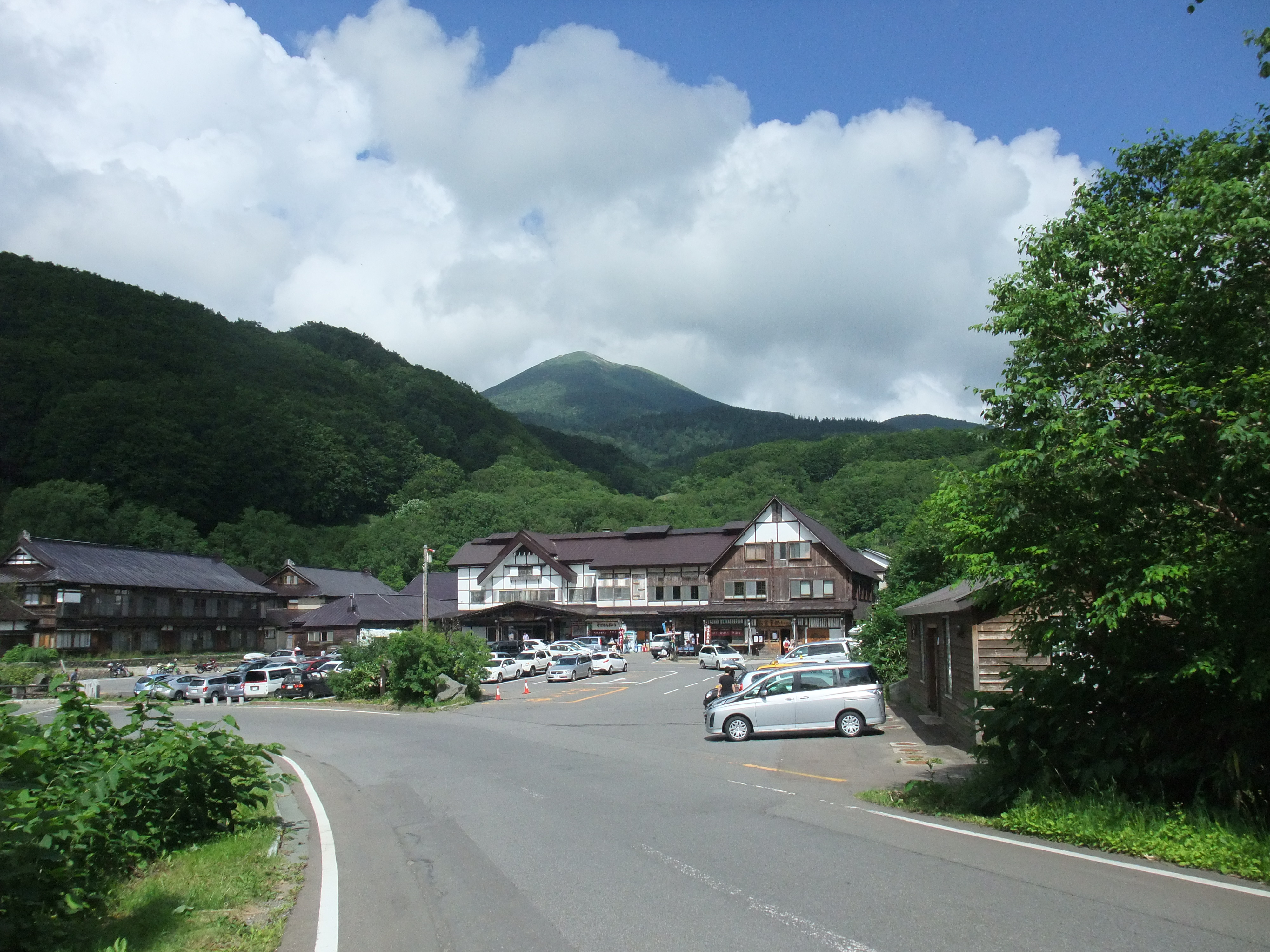
酸湯方向眺望八甲田山大岳

### 示範路線
- 酸湯溫泉（日语：酸湯）巴士站→仙人岱→八甲田大岳→毛無岱→酸湯溫泉巴士站。需要時間5小時（標高差700公尺）

### 山岳滑雪
為日本知名的山岳滑雪場，有長達半年的時間可利用六公里左右的滑雪路線。然而每年都有死亡意外發生。雖然正規路線設有標示，但在下雪或雲霧中難以辨識，容易讓遊客偏離路線導致意外。

### 觀光地
- 萱野高原·萱野茶屋：從青森市中心開車約20至30分鐘，是國道103號（日语：国道103号）旁標高500公尺左右的草原。此地的茶屋有「長生茶」之稱，「喝一杯茶可以長生三年，喝兩杯則長生六年，喝夠三杯則可以長生不老」。
- 田代平：縣道40號旁，赤倉岳、雛岳東北方的草原。茶屋有開放住宿，是登山據點之一。

### 溫泉
山麓以酸湯溫泉規模最大，其他的還有城倉溫泉、谷地溫泉、猿倉溫泉、蔦溫泉、八甲田溫泉、田代平溫泉等。

## 南八甲田·舊道（舊縣道）
從猿倉溫泉穿越南八甲田至御鼻部山的27公里山道，原是青森縣議會議員小笠原八十美為了救濟受到寒害影響的貧民而於昭和9年至昭和11年修建的車道。現在是南八甲田登山的主要路線。
猿倉溫泉至黃瀨萢之間舖有步道，但在長年植物演替與沖刷下，部分路段步行困難。而黃瀨萢至御鼻部山的路段，灌木叢生，即使是登山老手也十分吃力。
雖是耗費鉅資的車道，但中道等《十和田村史》記載「沒有一台車通過」。矢櫃橋至松次郎清水之間有多座大石，讓當時汽車難以通行。
- 路線為猿倉溫泉 - 猿倉神社跡 - 望甲台 - 矢櫃萢 - 矢櫃橋 - 見返峠 - 松次郎清水（給水處） - 一之澤分岐（往乘鞍岳登山道的分岐點） - 地獄峠 - 往黃瀨沼的分岐點 - 兩座倒塌的橋樑 - 駒峰分岐 - 黃瀨萢（櫛峯（日语：櫛ヶ峯）分岐） - 松森髮夾彎 - 枯木沼 - 大谷地 - 前谷地 - 袖谷地 - 御鼻部山。
- 櫛峯分岐有往南八甲田櫛峯的登山道。登山道雜草叢生不便通行。
- 望甲台是矢櫃萢前方可一望西北方的地點。現在因草木茂密影響視線。見返峠也是一樣情形。
- 矢櫃橋最初是水泥橋，1999年倒塌。2004年以木橋重建。
- 矢櫃橋位於矢櫃川下游方向約200〜300公尺的矢櫃萢旁，三本木營林署（現三八上北森林管理署）曾在戰前建有「矢櫃Hutte」供八甲田滑雪客使用。
- 地獄峠是乘鞍岳與駒峰之間的鞍部，標高1,270公尺。
- 黃瀨萢至大谷地路段草木非常茂密，只能沿著少數腳印前進。

## 资料来源
1. ↑  日本の火山 北八甲田火山群 （页面存档备份，存于） - 産業技術総合研究所 地質調査総合センター
2. ↑  日本の火山 南八甲田火山群 （页面存档备份，存于） - 産業技術総合研究所 地質調査総合センター
3. ↑  日本活火山総覧(第4版)Web掲載版 八甲田山PDF - 気象庁
4. 1 2 3   (PDF). 青森県サイクル・ツーリズム推進協議会.   [2020-12-16]. （原始内容存档 (PDF)于2021-07-09）.
5. ↑  "Hakkoda Group" (in English). Global Volcanism Program. Smithsonian National Museum of Natural History. http://www.volcano.si.edu/world/volcano.cfm?vnum=0803-28= （页面存档备份，存于）. Retrieved 2008-09-13.
6. ↑  "HAKKODA Caldera" (in English). Quarternary Volcanoes of Japan. National Institute of Advanced Industrial Science and Technology. 2006. .   [2008-09-13]. （原始内容存档于2012-12-19）.. Retrieved 2008-09-13.
7. 1 2   (PDF). 青森県.   [2020-12-16]. （原始内容存档 (PDF)于2021-07-09）.
8. 1 2   (PDF). 気象庁.   [2016-11-18]. （原始内容存档 (PDF)于2021-04-10）.
9. ↑  『八甲田の変遷』、岩淵功、「八甲田の変遷」 出版実行委員会、 1999年、p.20-21
10. 1 2  八甲田山の火山活動解説資料（平成25年5月) 気象庁 平成25年(2013年) 月間火山概況PDF
11. ↑  第126回火山噴火予知連絡会 全国の火山活動の評価PDF山噴火予知連絡会
12. ↑  八甲田山の監視強化へ「山が膨らんでるように見える」 （页面存档备份，存于） 朝日新聞デジタル記事：2013年6月18日
13. ↑  第127回火山噴火予知連絡会資料 その6PDF 火山噴火予知連絡会
14. ↑  第127回火山噴火予知連絡会資料 その8PDF 火山噴火予知連絡会
15. ↑  . Web東奥.   [2020-06-26]. （原始内容存档于2020-06-28） （日语）.
16. ↑  . Global Volcanism Program. Smithsonian National Museum of Natural History.   [2008-09-13]. （原始内容存档于2013-02-17） （英语）.
17. ↑  櫛
18. ↑  .   [2021-07-10]. （原始内容存档于2013-01-06）.
19. ↑   いちのへ義孝『青森県の山』（2010年）
20. ↑  「南八甲田山地総合学術調査報告書」1992年（駒ヶ峰地区）P.21。花粉分析の結果(持田・山中1981年)
21. ↑  『青森県山岳風土記』山田耕一郎、1979年
22. ↑  『青森110山」、村上義千代、平成11年p.132

## 外部連結
- 八甲田山 氣象廳
- 八甲田山火山觀測資料 （页面存档备份，存于） 氣象廳
- 八甲田・十和田 （页面存档备份，存于）
  - 八甲田纜車 （页面存档备份，存于） 四季觀光情報、山頂氣象資訊等
- 國土地理院・國土變遷 空中寫真閲覽系統：八甲田山 （页面存档备份，存于）
- 國土地理院 電子國土地圖：大岳[永久]
- 雪景色 八甲田 樹氷 | ハイビジョン動画 写真 （页面存档备份，存于）